# 官能度
| 单官能化合物 |
| ------------ |
| 乙酸甲酯     |
| 苯硫酚       |
| 乙胺         |

| 双官能化合物 |
| ------------ |
| 丙二酸       |
| 乙醇胺       |
| 甘氨酸       |

| 三官能化合物   |
| -------------- |
| 甘油           |
| ( R )-半胱氨酸 |

官能度（英語：functionality）在化学中指的是分子中官能团的存在。单官能分子（monofunctional molecule）具有一个官能团，双官能分子（bifunctional或difunctional）具有两个，三官能分子（Trifunctional）具有三个，依此类推。在有机化学（以及其他化学领域）中，分子的官能度对其反應性具有决定性影响。
在高分子化学中，单体的官能度指的是其可聚合基团的数量，并影响聚合物的形成及交联程度。

## 有机化学和材料科学
在有机化学中，官能度通常用作官能团（functional group）的同义词。例如，羟基（hydroxyl group）可以称为HO-官能团。
官能化（Functionalisation）指的是官能团的引入，例如：
- 表面官能化：[3]例如硅烷化（Silanization），用于特定地改变表面的粘附性；
- 纳米粒子的官能化：对金属或金属氧化物纳米颗粒进行官能化，以稳定这些纳米粒子；[4]
- C-H官能化：即用官能团取代碳氢键（C-H bond），并使其与同一碳原子结合。[5]

## 在高分子化学中
根据國際純化學和應用化學聯合會（IUPAC）的定义，单体的官能度指的是其重复单元在聚合物中与其他单体形成的化学键的数量。因此，官能度 f = 2 时，单体聚合形成线性聚合物（通常为热塑性塑料）。当官能度 f ≥ 3 时，单体会形成分支点，从而可能形成交联聚合物（通常为热固性聚合物）。单官能单体（Monofunctional monomers）并不存在，因为这样的分子会导致链终止。
通过计算所使用单体的平均官能度，可以根据反应进程预测凝胶点（Gel point）的到达情况。副反应可能会增加或减少官能度。
然而，IUPAC 对官能度的定义与有机化学中的使用方式有所不同，尤其是在涉及双键（double bond）时。在高分子化学中，双键的官能度为2（因为其两侧的碳原子各提供一个反应位点，可供其他聚合链结合）；而在有机化学中，双键被视为一个官能团，其官能度为 1。